# Mnożniki Lagrange’a
Mnożnik Lagrange’a – metoda obliczania ekstremum warunkowego funkcji różniczkowalnej wykorzystywana w teorii optymalizacji. Nazwa metody pochodzi od nazwiska matematyka Josepha Louisa Lagrange’a.

## Sformułowanie i analiza problemu
Szukanie ekstremów warunkowych funkcji {\displaystyle f\colon \mathbb {R} ^{n}\to \mathbb {R} ,} z warunkiem zerowania {\displaystyle G\colon \mathbb {R} ^{n}\to \mathbb {R} ^{m},} będących zarazem punktami regularnymi, sprowadza się do rozwiązania układu równań operatorowych
{\displaystyle {\begin{cases}f'(x)=\Lambda \circ G'(x)\\[2pt]G(x)=0\end{cases}},}
gdzie {\displaystyle \Lambda \in (\mathbb {R} ^{m})^{\star }.} Wiadomo, że każdy taki funkcjonał {\displaystyle \Lambda } jest reprezentowany przez układ {\displaystyle m} liczb rzeczywistych {\displaystyle \lambda _{1},\dots ,\lambda _{m},} a pochodna {\displaystyle G'(x)} jest macierzą wymiaru {\displaystyle m\times n} rzędu {\displaystyle m}. Układ równań operatorowych sprowadza się więc do układu {\displaystyle m+n} równań skalarnych:
{\displaystyle {\begin{cases}{\frac {\partial f(x)}{\partial x_{j}}}=\sum _{i=1}^{m}\lambda _{i}{\frac {\partial G_{i}(x)}{\partial x_{j}}},&j=1,\dots ,n\\[2pt]G_{k}(x_{1},\dots ,x_{n})=0,&k=1,\dots ,m\end{cases}},}
gdzie {\displaystyle x=(x_{1},\dots ,x_{n})} o {\displaystyle n+m} zmiennych {\displaystyle \lambda _{i},x_{k},\;i\leqslant m,k\leqslant n.} Wszystkie punkty, w których funkcja może przyjmować ekstrema warunkowe, należą do zbioru rozwiązań tego układu równań. Liczby {\displaystyle \lambda _{i}} spełniają tylko rolę pomocniczą i nazywane są często mnożnikami Lagrange’a. Po znalezieniu punktów spełniających warunek konieczny dla ekstremum, należy odwołać się do warunku wystarczającego, tj. zbadać dodatnią (ujemną) określoność
{\displaystyle f''(x)-\Lambda \circ G''(x)}
dla
{\displaystyle h\in X_{1}=\ker G'(x_{0}),}
co sprowadza się do badania formy kwadratowej
{\displaystyle \sum _{i,j=1}^{n}\left({\frac {\partial ^{2}f(x)}{\partial x_{i}\partial x_{j}}}-\sum _{k=1}^{m}\lambda _{k}{\frac {\partial ^{2}G_{k}(x)}{\partial x_{i}\partial x_{j}}}\right)h_{i}h_{j},}
gdzie:
{\displaystyle h\in X_{1},h=(h_{1},\dots ,h_{n}).}
Warunek {\displaystyle h\in X_{1}} jest równoważny równaniu
{\displaystyle G'(x)h=0,}
które w postaci macierzowej przybiera formę
{\displaystyle \sum _{i=1}^{n}{\frac {\partial G_{k}(x)}{\partial x_{i}}}h_{i}=0,\quad k=1,2,\dots ,m.}
Do badania określoności tej macierzy można stosować kryterium Sylvestera.
W praktyce, gdy {\displaystyle X=\mathbb {R} ^{2},Y=\mathbb {R} } wprowadzamy funkcję pomocniczą
{\displaystyle F(x,y)=f(x,y)+\lambda G(x,y)}
i szukamy dla niej warunków koniecznych na istnienie jej ekstremów, jako funkcji dwóch zmiennych, tj. rozwiązaniu układu równań {\displaystyle F'_{x}=0,F'_{y}=0,} a następnie wyrugowaniu z tego układu równań czynnika nieoznaczonego {\displaystyle \lambda .}
Do otrzymanego warunku dołączamy warunek {\displaystyle G(x,y)=0.} Równoważnie, wszystkie punkty, które mogą być ekstremami warunkowymi można wyznaczyć z układu równań
{\displaystyle {\begin{cases}{\frac {D(f,G)}{D(x,y)}}=0\\[2pt]G(x,y)=0\end{cases}},}
gdzie {\displaystyle {\tfrac {D(f,G)}{D(x,y)}}} oznacza jakobian funkcji {\displaystyle f} i {\displaystyle G.}

### Przykład – ekstrema funkcji na okręgu

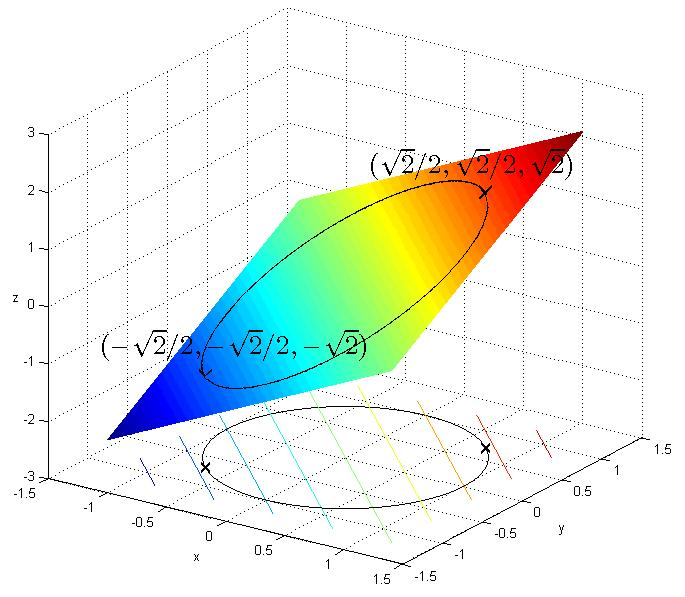
Wykresem funkcji jest płaszczyzna. W przestrzeni trójwymiarowej równanie powierzchnię boczną walca (którego podstawą jest leżący na płaszczyźnie okrąg jednostkowy). Badanie istnienia ekstremów warunkowych sprowadza się w tym wypadku do analizy punktów ekstremalnych części wspólnej walca i płaszczyzny.

Ilustracją zastosowania metody mnożników Lagrange’a jest problem wyznaczenia ekstremów funkcji:
{\displaystyle f(x,y)=x+y}
na okręgu jednostkowym, tj. przy warunku
{\displaystyle x^{2}+y^{2}=1.}
Zatem funkcja {\displaystyle G} jest postaci
{\displaystyle G(x,y)=x^{2}+y^{2}-1,}
a funkcja {\displaystyle F} wyraża się wzorem:
{\displaystyle {\begin{aligned}F(x,y,\lambda )&=f(x,y)+\lambda G(x,y)\\&=x+y+\lambda (x^{2}+y^{2}-1).\end{aligned}}}
Wszystkie punkty, które mogą być ekstremami warunkowymi są rozwiązaniami układu równań
{\displaystyle {\begin{cases}F'_{x}(x,y)=1+2\lambda x&=0\\[2pt]F'_{y}(x,y)=1+2\lambda y&=0\\[2pt]G(x,y)=x^{2}+y^{2}-1&=0\end{cases}}.}
Przy założeniu {\displaystyle x\neq 0\,\,y\neq 0} z pierwszego równania uzyskujemy {\displaystyle \lambda =-{\tfrac {1}{2x}},} analogicznie z drugiego {\displaystyle \lambda =-{\tfrac {1}{2y}}} więc {\displaystyle x=y} oraz dostaje się warunek {\displaystyle 2x^{2}=1,} skąd wynika {\displaystyle x=\pm {\tfrac {\sqrt {2}}{2}}.} Funkcja {\displaystyle f} może zatem przyjmować ekstrema tylko w punktach {\displaystyle \left(-{\tfrac {\sqrt {2}}{2}},-{\tfrac {\sqrt {2}}{2}}\right),\left({\tfrac {\sqrt {2}}{2}},{\tfrac {\sqrt {2}}{2}}\right).} Ponieważ okrąg jest zbiorem domkniętym i ograniczonym (czyli zwartym), więc na mocy twierdzenia Weierstrassa, funkcja {\displaystyle f} osiąga w tych punktach ekstrema (warunkowe):
- minimum warunkowe: {\displaystyle f\left(-{\tfrac {\sqrt {2}}{2}},-{\tfrac {\sqrt {2}}{2}}\right)=-{\sqrt {2}},}
- maksimum warunkowe: {\displaystyle f\left({\tfrac {\sqrt {2}}{2}},{\tfrac {\sqrt {2}}{2}}\right)={\sqrt {2}}.}

Warto zauważyć, że funkcja {\displaystyle f,} określona na całej płaszczyźnie (bez dodatkowego warunku) nie ma ekstremów.

### Przykład – problem maksymalnej entropii
Problem polega na znalezieniu dyskretnego rozkładu zmiennej losowej maksymalizującego entropię. Funkcja entropii prawdopodobieństw {\displaystyle p_{1},\dots ,p_{n}} wyraża się wzorem
{\displaystyle f(p_{1},p_{2},\dots ,p_{n})=-\sum _{k=1}^{n}p_{k}\log _{2}p_{k}.}
Oczywiście, suma prawdopodobieństw {\displaystyle p_{1},\dots ,p_{n}} jest równa jeden, więc warunek na {\displaystyle G} przyjmuje postać
{\displaystyle G(p_{1},p_{2},\dots ,p_{n})=\sum _{k=1}^{n}p_{k}-1.}
Stosując metodę mnożników Lagrange’a, dostajemy układ {\displaystyle n} równań:
{\displaystyle {\frac {\partial }{\partial p_{k}}}(f(p_{1},p_{2},\dots ,p_{n})+\lambda (G(p_{1},p_{2},\dots ,p_{n})))=0,\quad 1\leqslant k\leqslant n,}
który sprowadza się do układu
{\displaystyle {\frac {\partial }{\partial p_{k}}}\left(-\sum _{k=1}^{n}p_{k}\log _{2}p_{k}+\lambda \left(\sum _{k=1}^{n}p_{k}-1\right)\right)=0,\quad 1\leqslant k\leqslant n.}
Różniczkując każde wyrażenie względem {\displaystyle p_{k},} powyższy układ sprowadza się do poniższego:
{\displaystyle -\left({\frac {1}{\ln 2}}+\log _{2}p_{k}\right)+\lambda =0,\quad 1\leqslant k\leqslant n.}
Z powyższego wynika, że wszystkie prawdopodobieństwa są równe, tj. {\displaystyle p_{1}=\ldots =p_{n},} a ponieważ ich suma jest równa jeden, wynika stąd, że dla dowolnego {\displaystyle 1\leqslant k\leqslant n{:}}
{\displaystyle p_{k}={\frac {1}{n}}.}

## Zastosowania
Metodę optymalizacji przy pomocy mnożników Lagrange’a powszechnie stosuje się w teorii ekonomii, na przykład w celu rozwiązania problemu wyboru konsumenta, w którym konsument maksymalizuje swoją funkcję użyteczności, tak aby nie przekroczyć ograniczenia budżetowego. Mnożniki Lagrange'a mają zastosowanie również w programowaniu nieliniowym.